# Indolpium decolor
Espèce
Indolpium decolor est une espèce de pseudoscorpions de la famille des Olpiidae.

## Distribution
Cette espèce est endémique de Sumba dans les Petites îles de la Sonde en Indonésie.

## Publication originale
- Beier, 1953 : Pseudoscorpionidea von Sumba und Flores. Verhandlungen der Naturforschenden Gesellschaft in Basel, vol. 64, no 1, p. 81-88.